# Taimali (Taitung)
Taimali (chinesisch 太麻里鄉, Pinyin Tàimálǐ Xiāng) ist eine Gemeinde im Landkreis Taitung in Taiwan (Republik China).
Die Einwohnerzahl von Taimali lag im Jahr 2017 bei 11.507 Einwohnern. Taimali liegt an der Pazifikküste.

## Lage und Landschaft
Die Gemeinde Taimali liegt im südöstlichen Teil des Landkreises Taitung und besteht aus einem Landstreifen, der sich in Nord-Süd-Richtung an der Pazifikküste erstreckt. Meist steigt das Gelände, teilweise steil, vom Pazifik zum Landesinneren hin an. Administrativ ist Taimali in die neun Dörfer Beili, Dawang, Duoliang, Huayuan, Jinlun, Meihe, Sanhe, Taihe und Xianglan untergliedert. Die Region ist seismisch aktiv. Am 16. Mai 2017 ereignete sich ein Seebeben mit Epizentrum etwa 60 Kilometer vor der Küste Taiwans.
Im Süden der Gemeinde befindet sich der Bahnhof Longxi. Nach der Überquerung der Brücke von Longxi auf der Provinz-Schnellstraße Nr. 9 in südlicher Richtung beginnt die Gemeinde Dawu. Folgt man der Provinz-Schnellstraße 9 nach Norden, erreicht man nach 6 Kilometern den ehemaligen Bahnhof Duoliang und nach ca. 2 Kilometern die Kleinstadt Jinlun. Weitere 6 Kilometer nördlich befindet Dawang mit dem Bahnhof der Gemeinde Taimali. In weiteren ca. 5 Kilometern Entfernung folgt Sanhe (auch San-Ho) mit seinem sowohl bei Touristen als auch bei Einheimischen geschätzten Küstenpark. Der Park liegt in unmittelbarer Nähe zum Pazifik und bietet ein großes Freizeitgelände. Sanhe ist der nördlichste Ort der Gemeinde Taimali. Weiter in nördlicher Richtung zweigt die Provinz-Schnellstraße 9 in das Landesinnere ab und an der Pazifikküste entlang beginnt die Provinz-Schnellstraße Nr. 11 mit der nächsten Kleinstadt Zhiben, welche zur Stadt Taitung (im gleichnamigen Landkreis) gehört.

## Touristenattraktionen
- Bahnhof Duoliang, dieser stillgelegte Bahnhof wird von der Taiwan Railways Administration bewirtschaftet. Er bietet mit seiner Plattform direkt über der Küste des Pazifiks einen malerischen Blick auf das tiefblaue Meer. Der Bahnhof gilt als einer der schönsten in Taiwan genannt und ist ein Touristenmagnet.[2]
- Thermalquellen von Jinlun[3]
- Millennium Dawn Gedenkpark[4]
- Sanhe (San-Ho)-Küstenpark[5]

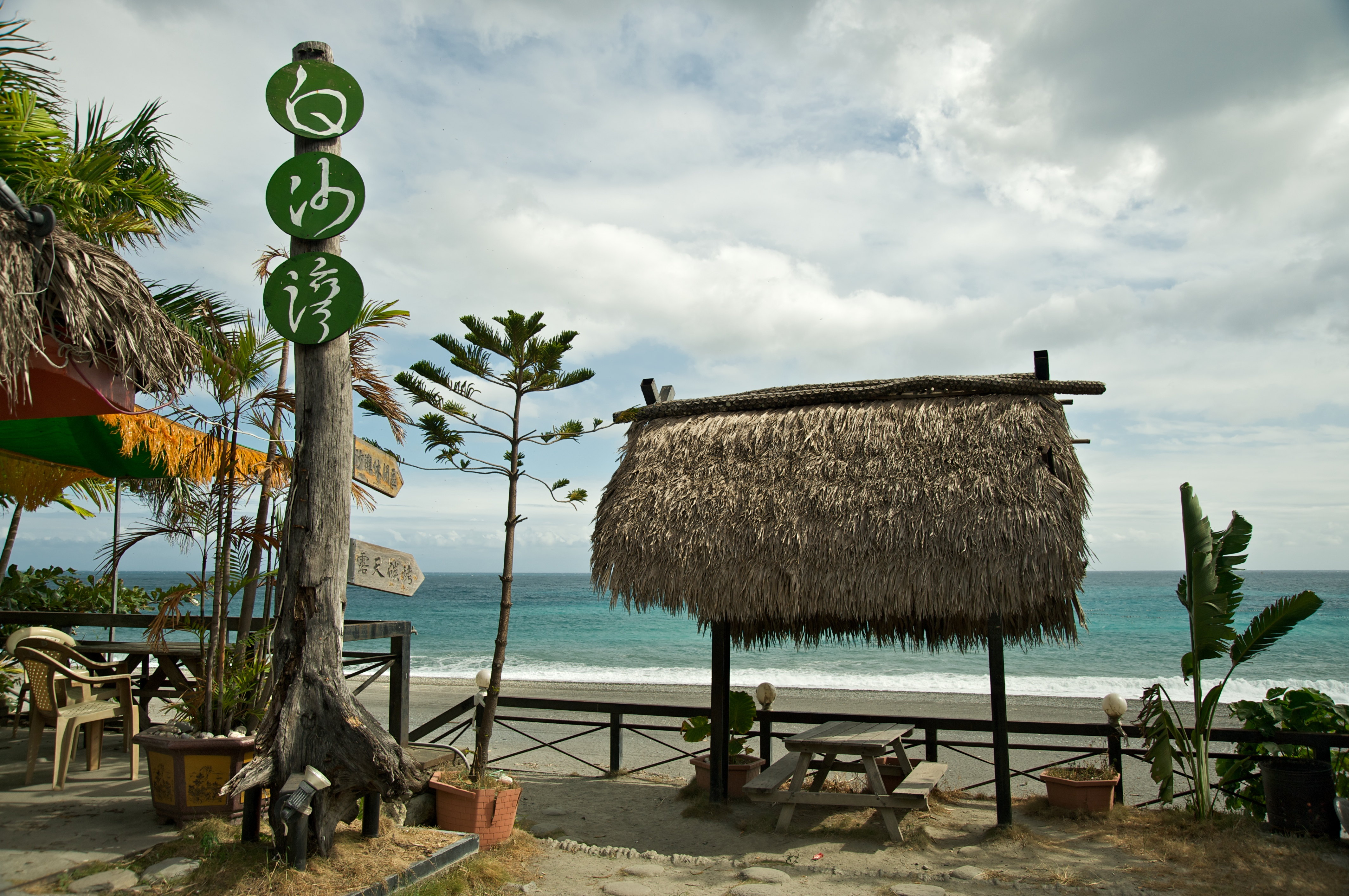
Weißer Sandstrand
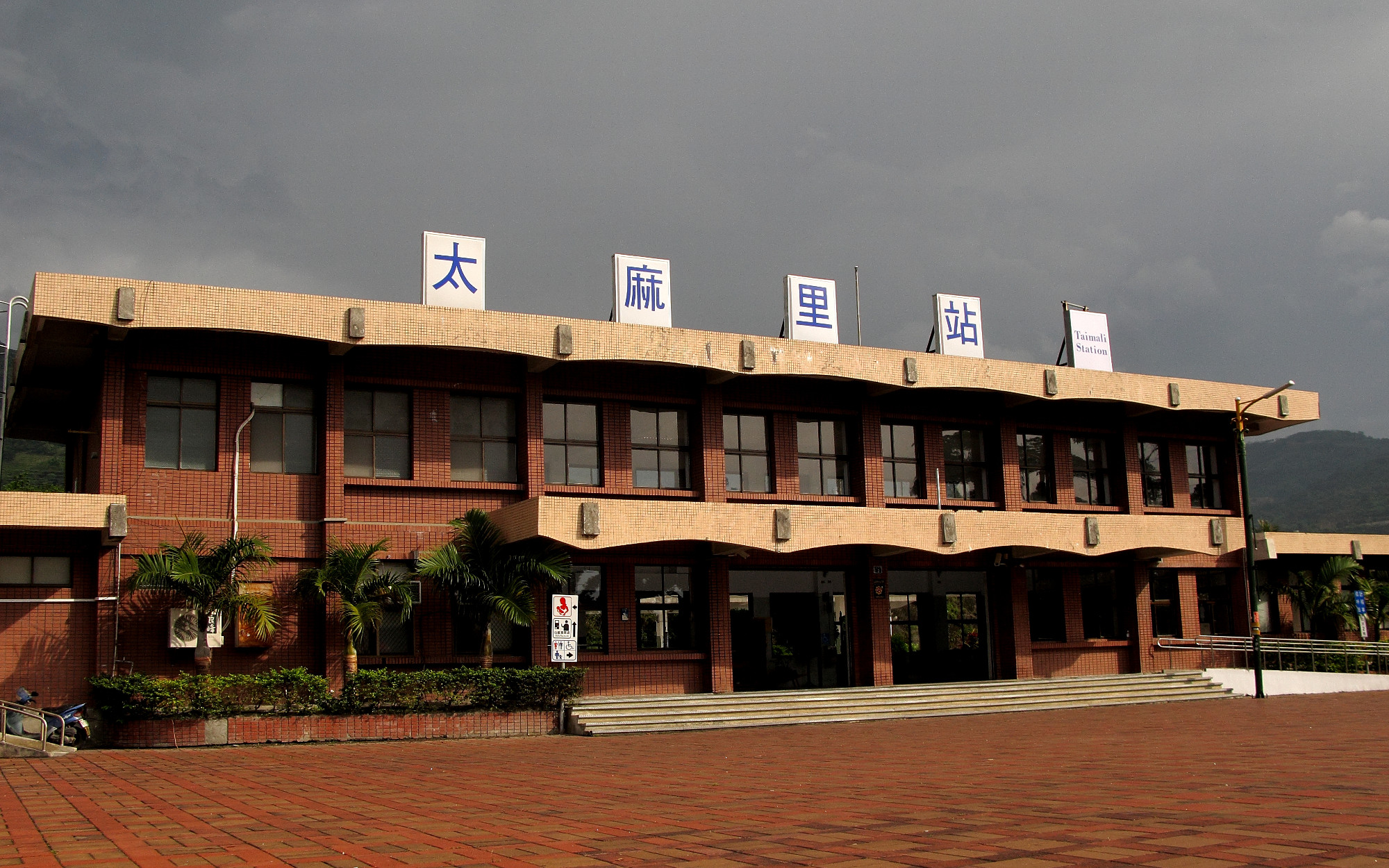
TRA Bahnhof Taimali

## Klima
Das Klima ist feucht-gemäßigt warm und mild und ideal für den Reisanbau. Von September bis März weht der Nordostmonsun und zwischen April und September der Südwestmonsun, der den meisten Regen bringt. Der durchschnittliche Jahresniederschlag liegt bei bis zu 2.100 mm. Die niedrigsten Temperaturen werden mit durchschnittlich etwa 19 °C im Januar und die höchsten Temperaturen mit durchschnittlich 28 °C im Juli erreicht. Wie bei allen am Meer gelegenen Regionen kann immer mit einer leichten Brise gerechnet werden.

## Bevölkerung
Die ursprünglichen Bewohner der Gegend gehörten zum formosianischen Volk der Amis. Ab etwa dem 19. Jahrhundert setzte die Einwanderung von Han-Chinesen ein. Die heutige Bevölkerung ist multiethnisch und besteht zum größten Teil aus Angehörigen der indigenen Völker Taiwans.

## Wirtschaft und Infrastruktur
Die wirtschaftliche Haupteinnahmequelle sind touristische Dienstleistungen. Der Tourismus gewinnt zunehmend an Bedeutung. Verkehrstechnisch ist das Gebiet relativ abgelegen. Durch die Eisenbahnverbindung der Taiwan Railway und der Provinz-Schnellstraße 9 ist die Gemeinde jedoch gut zu erreichen. Die Provinzschnellstraße 9 verläuft direkt an der Pazifikküste und es sind viele mit Landstraßen vergleichbare Verkehrswege vorhanden. Größere Industrien sind in der Gemeinde nicht angesiedelt.
Der öffentliche Personenverkehr wird durch Buslinien und die TRA – South-Link Line mit folgenden Haltepunkten, bzw. Bahnhöfen bereitgestellt:
- Bahnhof Jinlun im Süden der Gemeinde Taimali
- Bahnhof Longxi, südlichster Bahnhof der Gemeinde
- Bahnhof Taimali in der Ortschaft Dawang